# Anthony Newley
Anthony Newley, född 24 september 1931 i Hackney, London, död 14 april 1999 i Jensen Beach, Martin County, Florida, var en brittisk skådespelare, kompositör och sångare.
Han började sin karriär som barnstjärna i mitten av 1940-talet och är från denna period mest känd för sin roll som The Artful Dodger i Oliver Twist (1948). 
Tillsammans med Leslie Bricusse skrev han musikaler som till exempel Stoppa världen, jag vill hoppa av, som hade premiär i London 1961 och i Stockholm 1963. De båda skrev även "Spela spelet", som gavs på Puckteatern i Stockholm 1986 i Ulla Sallerts regi och med Richard Carlsohn i en av huvudrollerna. Bricusse och Newley skrev också musiken till filmen Willy Wonka och chokladfabriken 1971.
En tid var han gift med skådespelerskan Joan Collins.

## Diskografi i urval
- Cranks (1955)
- Idle on parade (1959)
- Love is a new and then thing (1960)
- Tony (1961)
- Stop the world - I want to get off London (1961)
- Stop the world - I want to get off Broadway (1962)
- This is Tony Newley (1962)
- Peak performances (1963)
- For you (1970)
- Pure imagination (1971)
- Ain't it funny (1972)
- Mr Personality (1985)
- Too much woman (1992)

## Filmografi
- Dusty Bates (1947)
- The Guinea Pig (1948)
- Vice Versa (1948)
- Oliver Twist (1948)
- A Boy, a Girl and a Bike (1949)
- Don't Ever Leave Me (1949)
- Vote for Huggett (1949)
- Highly Dangerous (1950)
- The Little Ballerina (1951)
- Those People Next Door (1952)
- Top of the Form (1953)
- The Blue Peter (1954)
- Up to His Neck (1954)
- Above Us the Waves (sv. Operation Tirpitz) (1955)
- The Cockleshell Heroes (sv. Operation "Cockleshell") (1955)
- High Flight (sv. Rymdens vinthundar) (1956)
- The Last Man to Hang (1956)
- X the Unknown (1956)
- Port Afrique (1956) .... Pedro
- How to Murder a Rich Uncle (1957)
- Fire Down Below (1957)
- The Good Companions (1957)
- The Man Inside (sv. Jagad av Interpol) (1958)
- No Time to Die  (sv. Attack i öknen) (1958)
- The Lady Is a Square (sv. Damen är ding) (1958)
- The Heart of a Man (1959)
- The Bandit of Zhobe (sv. Lansiärerna anfaller) (1959)
- Idle on Parade (1959)
- Killers of Kilimanjaro (sv. Den försvunna safarin) (1960)
- In the Nick (1960)
- Let's Get Married (1960)
- Jazz Boat (1960)
- The Small World of Sammy Lee (sv. Ingen nåd för Sammy) (1963)
- Doktor Dolittle (1967)
- Sweet November
- Can Hieronymus Merkin Ever Forget Mercy Humppe and Find True Happiness? (1969)
- The Old Curiosity Shop (1975)
- It Seemed Like a Good Idea at the Time (1975)
- Alice in Wonderland/Alice Through the Looking Glass (1985)
- The Garbage Pail Kids Movie (1987)
- Polly (1989)[8]
- Coins in the Fountain (sv. Tre kvinnor, tre drömmar) (1990)
- Boris and Natasha: The Movie (1992)